# Biergarten-Festival
Das Biergarten-Festival ist ein Musikfestival, das seit 2020 im Ortsteil Katharinenberg der Gemeinde Südeichsfeld im Unstrut-Hainich-Kreis in Thüringen ausgerichtet wird. Das Festival bedient die Genres Blasmusik, Volksrock und Schlager, was ihm den inoffiziellen Beinamen „Wacken der Blasmusik“ einbrachte.

## Geschichte
Das Festival wurde erstmals 2020 ausgerichtet und konnte 2023 und 2024 jeweils rund 14.000 Besucher verzeichnen. Aufgetreten sind in der Vergangenheit Stars der Schlagerszene wie DJ Ötzi, Heinz Rudolf Kunze, Purple Schulz und Moop Mama. Zum Line-up 2025 gehört unter anderem Voxxclub.